# Monochaetum
Genre
Monochaetum est un genre de plantes à fleurs de la famille des Melastomataceae. Les espèces sont originaires d'Amérique, allant du Mexique à l'Amérique du Sud, en passant par l'Amérique centrale.

## Liste d'espèces
Selon NCBI (2 août 2010) :
- Monochaetum calcaratum
- Monochaetum tenellum

### Sélection d'espèces
- Monochaetum alpestre Naudin
- Monochaetum amabile Almeda
- Monochaetum amistadense Almeda
- Monochaetum bonplandii (Humb. & Bonpl.) Naudin
- Monochaetum brachyurum Naudin
- Monochaetum calcarutum (DC.) Triana
- Monochaetum candollei Cogn.
- Monochaetum compactum Almeda
- Monochaetum cordatum Almeda
- Monochaetum coronatum Gleason
- Monochaetum deppeanum (Schltdl. & Cham.) Naudin
- Monochaetum dicranantherum Naudin
- Monochaetum discolor H.Karst. ex Triana
- Monochaetum exaltatum Almeda
- Monochaetum floribundum (Schltdl.) Naudin
- Monochaetum glanduliferum Triana
- Monochaetum gleasonianum Wurdack
- Monochaetum hartwegianum Naudin
- Monochaetum hirtum (H.Karst.) Triana ex Cogn.
- Monochaetum humboldtianum Kunth ex Walp.
- Monochaetum jahnii Pittier
- Monochaetum latifolium Naudin
- Monochaetum linearifolium Almeda
- Monochaetum lineatum (D. Don) Naudin
- Monochaetum macrantherum Gleason
- Monochaetum mariae Wurdack
- Monochaetum meridense Naudin
- Monochaetum multiflorum (Bonpl.) Naudin
- Monochaetum myrtoideum Naudin
- Monochaetum neglectum Almeda
- Monochaetum pauciflorum Triana
- Monochaetum polyneuron Triana
- Monochaetum pulchrum Decne.
- Monochaetum rodriguezii Wurdack
- Monochaetum rubescens Gleason
- Monochaetum stellulatum Naudin
- Monochaetum subditivum J.F. Macbr.
- Monochaetum subglabrum Gleason
- Monochaetum tachirense Wurdack
- Monochaetum talamancense Almeda
- Monochaetum tenellum Naudin
- Monochaetum trichophyllum Almeda
- Monochaetum uberrimum Sandwith
- Monochaetum vestitum Almeda, Al. Rodr. & Garita
- Monochaetum villosum Gleason
- Monochaetum vulcanicum Cogn.